# 尤達
尤達（Yoda）是《星球大戰》系列中的虛擬角色，無論聲音或布偶演繹，六部曲（除第二與第三集不需用布偶，第四集沒出場）全由法蘭克·歐茲所擔任。他具有強大的力量和智慧，與至高的品德。

## 生平

### 正傳之前
在《星球大戰》系列以前，在星球大戰年表中記載他生於896BBY，由於時代久遠，他的種族、出生地以及早年經歷已經很難考證。只知他大約在一百歲或之前遇到了一位神秘的絕地大師並被收為徒弟，之後回到科洛桑接受訓練，成為絕地武士，並且在後來訓練過不少絕地戰士，包括杜庫伯爵（Count Dooku）、梅斯·温度（Mace Windu）、歐比王·肯諾比（Obi-Wan Kenobi, 在奎刚·金（Qui-Gon Jinn）接手前）、（Ki-Adi-Mundi），他亦負責訓練絕地聖殿中幼小的絕地幼徒（Jedi Youngling）。
而因其經驗、智慧和洞察力，他成為絕地武士團的領導者-德高望重的絕地宗師（Jedi Grand Master）。而為了瞭解原力，他曾旅行過整個銀河，造訪了數百個宇宙世界。

### 
在32BBY時，魁剛·金帶著歐比王·肯諾比到絕地議會來報告西斯武士出現的問題，及表示發現安纳金·天行者便是平衡原力的「天选之子」（The Chosen One），絕地議會決定先面見安納金。
當面見安纳金時，尤達感到安納金對他的母親過於執著和恐懼，尤達亦看到安納金的未來充滿迷霧，為此感到十分憂心，他直言：「害怕導致憤怒，憤怒導致憎恨，憎恨導致痛苦。（Fear leads to anger, anger leads to hate, hate leads to suffering.）」最後，絕地議會以安納金年紀太大為由，拒絕了他成為絕地學徒，而且魁剛·金也不能一次收兩個徒弟，歐比王為能使魁剛·金的願望實現，於是宣佈他已完成絕地武士的訓練，只待通過議會的最後試煉，不過絕地議會仍不同意。
終於，尤達決定先放下安納金是否能成為絕地學徒之事，讓安納金仍然追隨魁剛·金的身邊，保護帕德梅·艾米达拉（Padmé Amidala）回到纳布星。後來魁剛·金死於（Darth Maul）劍下，歐比王經過考驗，成為正式的絕地武士，決定繼承魁剛·金的意志及遺命，不顧尤達的反對，收了安納金為學徒。眾人在看着魁剛·金的遺體被火葬，尤達與魅使·雲度卻擔心著是否西斯復興。
於22BBY，經過暗殺艾米達拉女皇事件後，歐比王與安納金向絕地議會報告此事，議會決定要安納金保護帕德梅先回那卜星，而要歐比王追查賞金獵人的下落。歐比王在臨行前向尤達及魅使·雲度談及他對安納金的憂心，怕他會闖禍，尤達亦只好叫歐比王帶回安納金向正確的一面。
後來，歐比王為尋找一個不存在於記錄的（Kamino）求問尤達時，他正在訓練幼小的絕地學徒，並鼓勵小學徒們發表想法，又為歐比王提供意見。當接到歐比王被捉的消息時，魅使·雲度決定率領一眾絕地武士前往救助，而尤達則決定動員歐比王發現的複製人大軍。正當歐比王、安納金、佩咪、魅使等因敵人的人海戰術而被包圍時，尤達帶領著複製人趕來救援，並以銀河共和國將軍身份指揮戰爭。
當貿易聯邦被擊退，尤達前往與他的前學徒杜庫伯爵會面，解救了與杜庫戰敗的歐比王及安納金。尤達不用光劍，以單手便接下杜庫的黑暗原力閃電，杜庫決定和尤達用光劍決鬥，而此戰亦為尤達在《星球大戰》系列中第一次使用光劍。尤達的劍術與矯健的身手令杜庫漸感不支，只好以原力推倒機器攻擊已倒在地上的歐比王與安納金，趁尤達出手救兩人之際，逃離現場。雖然戰爭是勝了，但尤達對於共和國靠複製人軍隊獲勝的結果不以為然，他感到黑暗面已包圍共和國。

### 西斯大帝的復仇和星際大戰：複製人之戰 (2008年電視影集)
複製人戰爭末期，本已死去的魁剛·金成功地從陰間走出來，並成為絕地英靈與尤達接觸，通過魁剛·金的絕地英靈指點，尤達大師先後造訪Moraband和達可巴兩個星球，通過原力看見了未來絕地組織的覆滅，也得知會有「另一個天行者」。他意識到：戰爭帶來的殺戮和恨，讓絕地已經背離了原本的道路，絕地組織已經輸掉了戰爭。他也知道絕地組織已經變得僵化無能，明白這不可挽回，但有機會像魁剛那樣化身絕地英靈，通過「另一個天行者」（可能指安納金未來的孩子），重建一個更加符合原力意志的絕地，從而實現遠期的勝利。
至19BBY，白卜庭議長（Chancellor Palpatine）在共和國的權力日漸增加，在歐比王與安納金救回被分離分子集團綁架的他後，更干擾絕地議會的運作，推薦將安納金成為議會的一員。魅使·雲度與尤達雖然對此不感高興，但仍讓安納金以非大師身份加入。因為他們明白，如果讓他成為絕地大師，他便有權投票，擔心白卜庭會以安納金再次干擾絕地議會的獨立。
後來，安納金感到他的一個親人（佩咪，但沒向外公開）將會有危險，向尤達尋求意見，尤達希望安納金能「學會放棄掉那些你害怕失去的東西。(learn to let go of everything you fear to lose.)」但安納金並不滿意這答案。另一方面，由於分離分子集團攻擊卡須克星（Kashyyyk），尤達又與武技族（Wookies）的關係不錯，便親自率領複製人駐守此地，與當地的武技族一同抵抗敵人。
當戰爭進行中，白卜庭（也就是达斯·西迪厄斯）逐步地引誘安納金。安納金作了帕米將難產而死的預知夢以後，白卜庭告訴安納金原力的黑暗面能夠救回他的妻子，並向安納金坦白他就是唯一能傳授黑暗原力的西斯大帝。安納金知道白卜庭的真實身分後，立刻通報絕地議會，絕地議會派出魅使·雲度和另外三位絕地大師前去捉拿白卜庭，白卜庭露出西斯大帝的真面目，瞬間秒殺三位大師而和雲度一對一決鬥，雲度技高一籌力壓白卜庭，此時安納金突然出現，就在雲度正要殺掉白卜庭之時，安納金情急之下揮劍砍斷雲度的一隻手，因為對失去妻子的恐懼而阻止魅使·雲度殺死白卜庭，反而讓白卜庭趁機以原力閃電將魅使·雲度拋出窗外，消失在夜空中。白卜庭得救後，安慰內疚自責的安納金，並收他為徒，賜名達斯·維達。白卜庭隨後向各地複製人軍團下達66號密令（Order 66），要求殺死各地的絕地武士，及要達斯·維達（安納金的西斯封號）率領複製人501軍團（維德之拳）攻擊絕地聖殿。絕地大屠殺中，一個一個絕地武士被殺害，尤達感受到原力被不斷侵蝕而感到心痛，而卡須克星的複製人亦收到66號命令，準備攻擊尤達之時，被尤達快一步殺死。武技族領袖達夫（Tarfful）和丘巴卡（Chewbacca）便幫助尤達逃出卡須克星。
他與參議員貝爾·歐嘉納（Bail Organa）在其飛船上聯上後，得知歐比王未死。他們決定回到首都星克魯斯根星（Coruscant），當白卜庭自封為皇帝時，便攻進絕地聖殿，看有沒有絕地武士生存。當看立體影像紀錄後，便得知安納金已投向西斯，尤達派歐比王去與安納金戰鬥，而他則去解決達斯·西帝，歐比王說出不願與自己的徒弟戰鬥，但尤達表明歐比王是沒有足夠的實力與達斯·西帝戰鬥，歐比王亦明白這事實。
尤達獨自到達議會，並在議事場下的議長室與西帝交手，一場絕地宗師與西斯大帝的對決就此展開，雙方以原力與光劍互相較勁，大戰由議長室戰至議事場。两人平分秋色，但在原力闪电的爆炸中，尤達由于身体轻小，從議事場上空跌落至地面。他意識到自己无法速胜西斯大帝，而绝地组织更是從陷入陰謀的一開始便已沒有勝算，便由細小的出口逃出，與貝爾·歐嘉納會合，大嘆自己失敗了。
另一方面，歐比王打敗了安納金，但安納金被達斯·西帝救回，尤達向歐比王說：「那個你訓練的男孩已經消逝了，達斯·維達吞噬了他。(The boy you trained, gone he is, consumed by Darth Vader.)」同時，尤達決定隱居於達可巴，並將佩咪所生的雙胞胎分開照顧，女孩（日後的莉娅·奥加纳）交給貝爾·歐嘉納，男孩（日後的路克·天行者）則交給安納金同母異父的弟弟，歐比王決定在他的星球隱居，看守男孩。在臨行前，尤達告知歐比王，他能與連上死去的魁剛·金，並教歐比王如何和他說話，要求他在隱居時學習變成絕地英靈的方法。

### 
22年後，也就是3ABY，長大了的路克·天行者因成為英靈的歐比王引導，來到達可巴星尋求尤達的教導，希望能與達斯·維達對抗。最初，尤達沒有向路克表明他的身份，反而裝扮成一個聒噪、遲緩、又愛搶東西的綠色生物，路克感到十分煩躁而失去耐性，尤達十分失望，向歐比王說路克與他的父親一樣急躁，他沒有辦法教授他，不過歐比王卻認為路克是可造之才。路克一知道尤達的真正身份，一改態度，求尤達教授他。最後，尤達便答應教導他使用原力的方法。
路克一路接受尤達的訓練，但路克的易怒與缺乏耐心，令他連靠原力移動石頭也有困難，令尤達深感不安，一直教導他不要給黑暗迷惑。初到尤达隐居的星球时，路克的X翼戰機（X-Wing）掉進河中，路克認為不可能用原力將如此大的飛船升起，但仍會試試，尤達教訓他：「做或者不做，是沒有『試試看』這回事的。(Do or do not. There is no try.)」但路克仍因心理影響，而沒有能力升起X翼戰機，甚至又發怒。尤達大嘆，親自示範了用原力把戰機浮起，路克明白這是自己的問題，便更用心受訓。
但路克在訓練其間，憑著粗淺開發的原力，感受到好友和莉亞（未知是他的妹妹）即將陷入危險，雖然尤達告知他這是一個陷阱，希望他留下來完成絕地武士的訓練。但路克不能失去朋友而堅持離去，歐比王和尤達也只能期望路克不要因憤怒和恐懼而墜入原力的黑暗面，路克亦答應會回來繼續訓練。
當路克在4ABY回來想完成絕地武士的訓練時，尤達已經因年老而變得衰弱。他告訴路克他已完成訓練，但他要面對達斯·維達後，才可成為絕地武士。當時，路克從達斯·維達口中處得知他就是自己的父親，跟歐比王和尤達所說的安納金·天行者是被達斯·維達所害死不同。
尤達亦坦然承認達斯·維達就是安納金，在彌留之際，尤達更透露除達斯·維達外：「還有另一個天行者。（There is another Skywalker.）」不久，尤達安靜地逝去，身體消逝，成為絕地英靈。歐比王也點出路克的最後一位親人就是他的孿生妹妹莉亞。當死星二型被毀滅後，路克與眾人在恩多星（Endor）上慶祝。路克亦看到化成絕地英靈的父親安納金·天行者與尤達、歐比王·肯諾比一起出現，為路克感到高興。

### 最後的絕地武士
路克·天行者受到徒弟凱羅·忍的背叛而自我放逐於AHCH-TO星球。弒星者戰役後芮來到AHCH-TO並希望路克能回來幫助抵抗勢力，結果卻被拒絕與冷淡對待。路克告知芮過去的真相是，當黑暗面在自己的外甥班·索羅心中滋長時，路克恐懼將重蹈歐比王·肯諾比培育出達斯·維達的覆轍，因此企圖殺害班，但在最後關頭還是收手了。然而當時尚在光明與黑暗中掙扎的班，經此變故後便墮落至黑暗面成為凱羅·忍，更將路克培育下一代絕地武士的心血全部摧毀。所以路克認為絕地武士只是不斷在重複同樣的過錯，是時候該終結其歷史。芮認為唯有將班引領回光明才是擊敗史諾克的唯一勝算，便不再試圖勸導固執的路克，而與丘巴卡駕駛千年鷹啟程去見凱羅·忍。
看著芮的離開，路克打算把庫藏絕地武士團約章及書籍的古樹燒掉，猶疑之際，化身成絕地英靈的尤達再次出現，並召喚雷電燒毀古樹，並再次提醒路克，絕地武士要有堅定的意志，至於書本上的知識已存在於絕地武士的心中（且芮早已將書籍帶走），絕地武士有責任把所學的知識傳承下去，包括成功與失敗的經驗。

### 天行者的崛起
在艾西戈行星上，最后的绝地武士芮与复活的皇帝白卜庭展开了最后的决战。吸收了连接芮和班·索羅的强大生命原力的皇帝变得前所未有的强大，就在芮被皇帝击倒、认为大势已去时，尤达大师的绝地英灵与历代传奇绝地们一同以声音的形式献出他们的原力，鼓舞芮重新站起、反弹皇帝的原力闪电最终将其彻底消灭。

## 師徒

### 師父
- 恩卡塔·德爾·高莫

### 徒弟
- 杜庫伯爵（Count Dooku，已断绝關係）
- 魅使·雲度（Mace Windu）
- 歐比王·肯諾比（Obi-Wan Kenobi，在奎刚·金（Qui-Gon Jinn）接手前）
- （Ki-Adi-Mundi，已故）
- 路克·天行者（最後餘生所教的學徒）

## 角色設定
尤達（Yoda）的名字沒有確切的來源，不同於《星球大戰》中的其他角色那般明顯。有些人相信是源自梵語yoddha（軍人），或是由希伯來語yodea（知性）所演變。另一個較受認知的說法是印度的Yoga（瑜伽）。
尤達身為絕地議會成員和絕地宗師，他雖然身形矮小（比一般小學徒更矮），但他比其他絕地武士更具智慧、冷靜、洞察力、經驗，絕不草率行動，是眾人的啓蒙者，或像一位知識豐富的長輩。而且因为已經如此德高望重，他更是絕少使用光劍，而是以智慧解決問題。但其劍術仍是不可忽視，歐比王就曾經跟安納金說：「如果你好好的練劍，你的成就早就超越了尤達大師。」他對原力的掌控也僅次於安納金。
在平時，他會顯得較吃力的用手杖行走，与战斗时矫健的身手有极大反差。在星戰外傳中，其中一個手杖是武技族所送，那手杖因由營養物質所做，所以他能咀嚼手杖而得到營養。在中，他也乘坐小型浮板與歐比王、魅使一起行走。
尤達的種族和早年生活在電影中沒有明確透露。他的出生地亦是個謎，但他的母語很可能是一種具有賓主謂結構的語言，由此導致了他非常特別的“倒裝”說話習慣。在文法方面，他許多時會用，例如「帶你去見他，我會。」（Take you to him I will.）、「朋友們，你在那裡有。」（Friends you have there.）、「當900歲，你達到時；好看的樣貌，你不再會有。」（When 900 years old you reach, look as good you will not.）這也是他其中之一個設定。

## 劍技
尤達除了應用強大的原力外，本身是最精通光劍第四型戰型Ataru的大师，是有史以來最強的第四型。第四型的使用者灌注原力於身體產生極大的爆發力，原力越強，能夠使用的技巧越強，使用者透過原力貫徹肢體力量來達成許多形同特技一般的動作。尤達凭借自己优秀的原力感应，在几乎每一场战斗中都会使用这种战型，配合自己较小的身形，身體的灵活性更加明显，同时也弥补了身材矮小这一不足。但这种灵活性在狭窄空间中往往会受到限制，这也就成了第四型戰型Ataru的弱点。同时此技巧比较消耗体力，不太适合持久战。

## 其他知識
- 喬治·盧卡斯刻意隱藏尤達的種族。
- 尤達是光劍戰鬥第四型的創始人，而且運用得十分好。
- 他是唯一一個在电影所有六部曲中安寧地死去的絕地武士角色。
- 於DVD中，他曾在附加影片中與複製人跳嘻哈舞。
- 新西蘭15人欖球賽選手Template:Link-hien的花名叫尤達。
- 在電子遊戲的最後首腦力高，曾套用尤達的話：「害怕導致憤怒，憤怒導致憎恨，憎恨導致痛苦。」
- 因為尤達隱居於達可巴星，所以有星戰迷會叫他達可巴星人。
- 因尤達說話時，如果翻譯成意大利文，尤達的口音和使用的文法會與薩丁尼亞語十分相似，所以意大利人會叫他「那個薩丁尼亞人」（The Sardinian One）或「那個說薩丁尼亞語的」。